# Cech św. Łukasza
Cech św. Łukasza (właśc. Cech św. Łukasza. Stowarzyszenie Młodzieży Akademickiej USB) – stowarzyszenie studenckie powołane 20 grudnia 1927 roku na wydziale Sztuk Pięknych Uniwersytetu Stefana Batorego w Wilnie. Stowarzyszenie zajęło miejsce funkcjonującego wcześniej Koła Słuchaczy Wydziału Sztuk Pięknych i skupiło większość studentów wydziału. 

## Ideologia
Główne cele stowarzyszenia jego statut określał jako „stworzenie środowiska, które by urabiało swych członków w ramach ścisłej organizacji fachowej, zbudowanej na zasadach samorządu, urabiało na światłych i dzielnych artystów, czynnych członków społeczeństwa”. Cel ten miał być osiągnięty przez: pracę każdego członka bractwa nad sobą w kierunku zrozumienia Piękna jako najwyższego celu artysty, krzewienie zasad samopomocy i etyki zawodowej oraz szerzenie wiadomości z dziedziny ogólnego wykształcenia artystycznego wśród kolegów oraz budzenie zamiłowania do kultury i sztuki wśród szerszych warstw.
Podstawową inspiracją dla twórców stowarzyszenia były średniowieczne tradycje cechowe, co podkreślono zarówno nazwą jak i doborem patrona. Do tej tradycji odwoływała się również struktura organizacyjna, która dzieliła członków cechu na trzy grupy:
- uczniowie cechowi – studenci I i II roku Wydziału, którzy wyrazili chęć przystąpienia do cechu,
- czeladnicy – uczniowie III roku lub szczególnie uzdolnieni słuchacze niższych lat. Awans do tej grupy poprzedzał wniosek zarządu o komisyjne okazanie prac kandydata starszyźnie cechowej, której werdykt następnie zatwierdzało Walne Zgromadzenie Czeladników,
- mistrzowie zwyczajni – należeli do niej studenci, którzy uzyskali dyplom Wydziału.

Oprócz tego wyróżniano jeszcze mistrzów honorowych, którymi byli ludzie szczególnie zasłużeni lub doceniani przez wileńskich „Łukaszy”.
Cech bardzo mocno podkreślał rolę doskonałości warsztatowej jako podstawę w rozwoju i twórczości dla każdego artysty, co w pewien sposób było reminiscencją popularnych wtedy ruchów takich jak Arts & Crafts czy Bauhaus. Duży nacisk stawiano też na poszukiwanie polskości formy. Według ideologii cechowej sztuka polska pełna była obcych naleciałości spowodowanych długim okresem braku państwowości, obcymi wrogimi Polsce wpływami oraz charakterem narodowym, który zawsze doceniał bardziej to, co przychodziło z Zachodu. Remedium na tę sytuację miało być rozbudowane studium polskiej przyrody i sztuki, ze szczególnym naciskiem na sztukę ludową, którą postrzegano jako nieskażoną i czystą od obcych wpływów. Szczególnie ceniona była sztuka wileńszczyzny.
Cech krytykował także ideę artysty jako jednostki wybitnej i znajdującej się ponad społeczeństwem. Zamiast tego proponował własny model artysty jako człowieka stojącego na jednym poziomie z narodem i razem z nim ciężko pracującego na rzecz świetlanej przyszłości. Wymienione postulaty wpisały się w szersze tendencje panujące w świecie artystycznym II RP. Bardzo podobne poglądy na sztukę reprezentowały chociażby Blok Zawodowych Artystów Plastyków, Bractwo św. Łukasza, Zrzeszenie Uczniów Akademii Sztuk Pięknych – „Złoty Róg” czy Szczep Szukalczyków Herbu Rogate Serce. Twórca tego ostatniego był zresztą w dobrych relacjach z opiekunem cechu Stanisławem Matusiakiem, który gościł go u siebie w domu w 1926 roku podczas rozstrzygnięcia konkursu na pomnik Adama Mickiewicza. Do Szczepu został później wcielony lider “Łukaszy” Zygmunt Kowalski.
Dla podkreślenia polskiego charakteru stowarzyszenia, jego członkowie nosili białe rogatywki, tzw. “batorówki” z wyszytym godłem organizacji: wpisanym w kwadrat monogramem CSŁ oraz trzema pięciokątnymi tarczami. Każde inne nakrycie głowy było uznawane za niegodne Polaka i ostro krytykowane jako przykład naśladowania obcych wzorców.    

## Działalność i rozłam
W ciągu swojego istnienia Cech św. Łukasza prowadził bardzo aktywną działalność. Organizował spotkania towarzyskie, wycieczki (m.in. na Powszechną Wystawę Krajową do Poznania) oraz zebrania naukowe, na których głos zabierali członkowie stowarzyszenia jak i zapraszani goście (m.in Jan Borowski, Witold Kajruksztis, Stefan Srebrny). Razem z Akademickim Klubem Włóczykijów organizował coroczne szopki, tzw. Betlejki. Były to humorystyczne przedstawienia o tematyce społeczno-politycznej, dotyczące głównie życia akademickiego i problemów miasta, które cieszyły się dużym zainteresowaniem publiczności. 
Cechowcy wykonywali pod okiem profesorów freski. m.in. na murach uczelni oraz w kościele św. Ignacego. Cech zorganizował też obchody śmierci Jacka Malczewskiego, które ku rozżaleniu jego członków nie zostały zorganizowane przez lokalne środowisko artystyczne. Odbyło się też kilka wystaw prac członków cechu, gdzie studenci sprzedawali swoje prace w przystępnych cenach, jednak nie cieszyły się one dużym zainteresowaniem. Cech posiadał też dobre kontakty z Juliuszem Osterwą, dyrektorem teatru na Pohulance.
Prawdopodobnie w wyniku nasilających się wpływów endeckich część członków dokonała rozłamu w 1929 roku zakładając własną organizację “Bractwo Artystyczne”. Z powodu problemów lokalowych obie grupy zajmowały jednak nadal tę samą przestrzeń dzieląc się nią na przemian w dni parzyste i nieparzyste co doprowadzało do rosnących napięć. Sytuację paradoksalnie pogorszyło wydanie “Naszej Formy”, która mimo dużego rozgłosu uwydatniła problemy Cechu. Krytyka skupiła się na rozdźwięku między pompatycznymi hasłami głoszonymi przez liderów i niskim poziomem prezentowanych na łamach gazety reprodukcji, które nie odzwierciedlały idei cechowych. Sytuacji nie poprawiała też dosadna krytyka władz uczelni wyłożona w Naszej Formie przez Zygmunta Kowalskiego. W 1930 roku z wydziału odszedł inspirator i opiekun “Łukaszy” - Stanisław Matusiak. Z kolei oskarżany o nielojalność wobec wydziału najaktywniejszy lider cechu - Zygmunt Kowalski opuścił Wilno i związał się z grupą Stanisława Szukalskiego. Od tego czasu działalność Cechu wyraźnie osłabła. W 1933 roku z powodu braku większych różnic między stowarzyszeniami działającymi na WSP, scalono je na powrót w Koło Studentów Wydziału Sztuk Pięknych.

## Związki z OWP
Badacze jako jeden z powodów szczególnego nasilenia nastrojów nacjonalistycznych wśród młodzieży akademickiej dopatrują w zorganizowanym przez Obóz Wielkiej Polski marcem 1927 roku Zjeździe Młodych we Lwowie. Zjazd był reakcją na zamach majowy i ograniczenie życia politycznego w II RP. To tam Jan Mosdorf miał wezwać młodzież do samoorganizacji w celu oczyszczenia “gmachu kultury narodowej”. Mimo że nie istniały formalne związki między Cechem św. Łukasza a ruchem endeckim, to w tym właśnie wydarzeniu upatruje się przyczynę powołania stowarzyszenia do życia. Za dużym wpływem ideologii endeckiej na członków Cechu przemawia również fakt bardzo silnej pozycji Związku Akademickiego Młodzież Wszechpolska na USB oraz liczne wymierzone w sanację teksty zawarte w noworocznych szopkach współorganizowanych przez “Łukaszów”. Na niekorzyść tej tezy przemawia oświadczenie Cechu św. Łukasza, w którym jego członkowie potępili stanowczo atmosferę wrogości jaka zapanowała na uczelni po śmierci zabitego przez żydowskie bojówki wszechpolaka Stanisława Wacławskiego.

## „Nasza Forma”
W czerwcu 1930 roku Cech wydał pierwszy numer swojego rocznika zatytułowanego „Nasza Forma”. Bogato ilustrowane pismo było komentowane na łamach lokalnej prasy. Pismo oprócz prac artystów cechowych zawierało głównie teksty programowe, porady warsztatowe, bieżące komentarze do życia kulturalnego Wilna oraz pełną treść ostatniej szopki noworocznej. Jego tytuł odwoływał się do programowych dla Cechu poszukiwań polskości formy plastycznej nieskażonej obcym wpływem. Na projekt okładki pisma został rozpisany konkurs. Mimo dużego zainteresowania, w wyniku nakładających się problemów cechu pismo nie znalazło kontynuacji w kolejnych numerach.

## Członkowie
Chociaż trudno ustalić pełen skład osobowy członków Cechu św. Łukasza to przewinęło się przez niego kilku artystów, którzy później związali się z innymi grupami artystycznymi lub odnieśli zawodowy sukces. Byli to m.in.:
- Zygmunt Kowalski – artysta zrzeszony w Szczepie Rogate Serce Stanisława Szukalskiego,
- Piotr Siergijewicz – malarz, rysownik,
- Placyda Bukowska – malarka, projektantka,
- Tadeusz Łopalewski – poeta, tłumacz literatury rosyjskiej,
- Irena Karpińska – malarka,
- Józef Bodzińskii – założyciel szkoły plastycznej w Gdyni Orłowie,
- Tadeusz Godziszewski – rzeźbiarz,
- Stefan Tamowski – malarz,
- Adolf Popławski – plastyk,
- Ignacy Klukowski – malarz, konserwator zabytków,
- Franciszek Sienkiewicz – lekarz, społecznik[15]